# Phrynobatrachus rungwensis
Phrynobatrachus rungwensis és una espècie de granota que viu a la República Democràtica del Congo, Malawi, Tanzània i, possiblement també, a Zàmbia.